# Ернест Леонард Джонсон
| Відкриті астероїди: 18 | Відкриті астероїди: 18 |
| ---------------------- | ---------------------- |
| (1568) Айслін          | 21 серпня 1946         |
| (1580) Бетулія         | 22 травня 1950         |
| (1585) Юніон           | 7 вересня 1947         |
| (1607) Мейвіс          | 3 вересня 1950         |
| (1609) Бренда          | 10 липня 1951          |
| (1618) Довн            | 5 липня 1948           |
| (1623) Вів'єн          | 9 августа 1948         |
| (1731) Смутс           | 9 серпня 1948          |
| (1760) Сандра          | 10 квітня 1950         |
| (1819) Лапута          | 9 серпня 1948          |
| (1885) Гереро          | 9 серпня 1948          |
| (1922) Зулу            | 25 квітня 1949         |
| (2546) Лібітіна        | 23 березня 1950        |
| (2651) Карен           | 28 серпня 1949         |
| (2718) Хендлі          | 30 липня 1951          |
| (2829) Бобгоуп         | 9 серпня 1948          |
| (3184) Рааб            | 22 серпня 1949         |
| (5038) Овербік         | 31 травня 1948         |

Ернест Леонард Джонсон (англ. Ernest Leonard Johnson, пом. 1977) — південноафриканський астроном, відкривач комет і астероїдів, який працював у Республіканській обсерваторії Йоганнесбурга. У період 1946 по 1951 рік він виявив загалом 18 астероїдів. Крім цього, він є першовідкривачем трьох довгоперіодичних комет (C/1935 A1, C/1948 R1, C/1949 K1) і однієї короткоперіодичной комети: Комета Джонсона.